# Cavalcantia
Cavalcantia là một chi thực vật có hoa trong họ Cúc (Asteraceae).

## Loài
Chi Cavalcantia gồm các loài: